# SV Ruchheim
Der SV Ruchheim 1925 e.V. ist ein deutscher Fußballverein mit Sitz im Stadtteil Ruchheim im rheinland-pfälzischen Ludwigshafen am Rhein.

## Geschichte

### Gründung bis 1960er Jahre und DFB-Pokal Teilnahme
Die Gründungsversammlung des Vereins fand am 24. Oktober 1925 statt, wo der Verein den Namen Fußball-Club Ruchheim 1925 erhielt. Bis zum Jahr 1930 gelang der ersten Mannschaft der Aufstieg in die A-Klasse. Nach der Machtergreifung der Nationalsozialisten schloss sich der Verein am 5. Juni 1937 mit dem lokalen Turnverein zur dann neuen Turn- und Sportgemeinde 1896/1925 Ruchheim zusammen. Nach dem Ende des Zweiten Weltkriegs gründeten die verbliebenen Mitglieder den Verein als Sportverein Ruchheim 1946 neu. Die Abteilungen Fußball und Handball wurde danach auch neu gegründet. Die Fußballer starteten in der Kreisklasse Ludwigshafen, wo in der Saison 1948/49 die Meisterschaft gelang. 1950/51 konnte man erneut eine Meisterschaft feiern. In der Bezirksklasse gelang in der Saison 1953/54 der Aufstieg in die 2. Amateurliga Vorderpfalz. In der Saison 1966/67 stieg man ab. Mit der A-Klassenmeisterschaft in der Folgesaison stieg man erneut auf. Im Jahr 1975 folgte der erneute Abstieg.
Als Südwest-Vertreter der Amateurvereine durfte die erste Mannschaft am DFB-Pokal der Saison 1981/82 teilnehmen. Hier traf das Team am 29. August 1981 auswärts auf den FC Tailfingen aus dem baden-württembergischen Albstadt, gegen welchen man mit 1:3 unterlag.

### 2000 bis heute
2003/04 spielte die erste Mannschaft in der Bezirksklasse Vorderpfalz und belegte mit 38 Punkten den zehnten Platz. 2005/06 mit 24 Punkten und dem letzten Tabellenplatz 18 stieg das Team in die Kreisliga Ludwigshafen ab. In der Saison 2011/12 gelang aber mit 76 Punkten wie in der Vorsaison der zweite Platz. Erneut unterlagen sie in Spielen um den Aufstieg. Zunächst gewann man gegen die zweite Mannschaft der FG 08 Mutterstadt mit 3:2 und dann gegen die TSG Eisenberg 2:1 im Hinspiel auswärts, doch das Rückspiel ging mit 0:3 verloren. In einem Entscheidungsspiel gegen Eisenberg verlor man zuhause mit 1:6 und verpasste den Aufstieg.
In der Saison 2012/13 gelang im dritten Anlauf mit 75 Punkten die Meisterschaft, womit die Mannschaft direkt in die nun A-Klasse heißende Liga zurückkehrte. In der Folgesaison verpasste man mit Platz zwei einen weiteren Aufstieg. 2014/15 mit 78 Punkten gewann man die Meisterschaft. In der Bezirksliga Vorderpfalz belegte das Team eine Position unter den ersten fünf und in den darauffolgenden Jahren ging es mehrfach erfolgreich gegen den Abstieg. In der Saison 2018/19 gelang es mit 62 Punkten und dem zweiten Platz eine Aufstiegsrelegation zu erreichen. Zuerst gewann man gegen den SVW Mainz zuhause im Hinspiel 3:2 und verlor das Rückspiel 1:2. Dadurch wurde ein Entscheidungsspiel nötig und mit 4:1 auf neutralem Platz mit 4:1 gewonnen und stieg in die Landesliga Südwest auf, wo die Mannschaft bis heute aktiv ist.